# Tsekuri
Tsekuri (georgiska: ცეკური) är ett berg i nordvästra Georgien, i regionen Ratja-Letjchumi och Nedre Svanetien. Toppen på Tsekuri är 3 173 meter över havet. Närmaste större samhälle är Lentechi, 13 km åt nordost.